# 华峰乡
华峰乡，是中华人民共和国山西省运城市垣曲县下辖的一个乡镇级行政单位。

## 行政区划
华峰乡下辖以下地区：
华峰村、南岭村、西坡村、宋村、马村、西马村、杜村、永兴村、北沟村、成坡村、沟堎村、芮村、五福涧村、河堤村、陈堡村、丰村、西型马村、南窑村、东型马村、南营村、北营村、东滩村、东寨村和胡村。